# Equipe Matra
Equipe Matra je bivša momčad Formule 1. Momčad se natjecala u mnogim automobilističkim kategorijama, a u Formuli 1 se natjecala od 1967. do 1972. Nastupala je pod imenima Matra Sports, Equipe Matra Elf i Equipe Matra Sports. Matrinu tvorničku momčad treba razlikovati od momčadi Matra International, što je bilo samo drugo ime za momčad Tyrrell Racing Organisation.